# 질도네
질도네(이탈리아어: Gildone)는 이탈리아 몰리세주 캄포바소도의 코무네다. 캄포바소로부터 남동쪽 15분 거리에 있다.